# Mários Georgíou
Pour les articles homonymes, voir Georgiou.
Mários Georgíou (grec moderne : Μάριος Γεωργίου ; né le 10 novembre 1997 à Limassol) est un gymnaste chypriote.

## Carrière
Il termine 19e du concours général des Championnats d'Europe de gymnastique artistique 2015, 13e du concours général des Championnats d'Europe de gymnastique artistique 2017 et 16e du concours général des Championnats du monde de gymnastique artistique 2017.
Il remporte la médaille d'or du concours général des Jeux méditerranéens de 2018. Aux Jeux du Commonwealth de 2018, il est médaillé d'or au sol ainsi qu'aux barres parallèles et médaillé de bronze du concours général.
Lors des Championnats d'Europe de gymnastique artistique 2019, il est médaillé de bronze au concours général individuel.
Il est médaillé d'argent aux barres parallèles aux Jeux européens de 2019 à Minsk.
Il est médaillé d'or à la barre fixe et médaillé de bronze du concours général individuel  aux Jeux méditerranéens de 2022 à Oran.
Il est médaillé d'or à la barre fixe aux Championnats d'Europe de gymnastique artistique masculine 2022 à Munich.

## Palmarès

### Championnats d'Europe
- Szczecin 2019
  -  médaille de bronze au concours général individuel

- Munich 2022
  -  médaille d'or à la barre fixe

- Rimini 2024
  -  médaille d'or au concours général individuel
  -  médaille d'argent aux barres parallèles
  -  médaille de bronze au cheval d'arçons
  -  médaille de bronze à la barre fixe

### Jeux européens
- Minsk 2019
  -  médaille d'argent aux barres parallèles